# Henri Cartier-Bresson
Henri Cartier-Bresson  (pronunciació en : /[kaʁtje bʁɛsɔ̃]/) (Chanteloup-en-Brie, 22 d'agost de 1908 - Montjustin, 3 d'agost de 2004) va ser un cèlebre fotògraf francès que molts consideren el pare del fotoreportatge, la fotografia de carrer i la fotografia natural, una activitat que li va fer adoptar el format de 35 mm de bell antuvi. Va defensar sempre la idea d'atrapar «l'instant decisiu», versió traduïda de les seves «images a la sauvette». Es tractava, per tant, de posar el cap, l'ull i el cor en el mateix moment en el qual es desenvolupava el clímax d'una acció. Després de fer petites incursions al moviment surrealista va fundar l'agència fotogràfica Magnum amb Robert Capa, David Seymour i George Rodger.
Durant la seva carrera va tenir l'oportunitat de fotografiar personalitats com Pablo Picasso, Henri Matisse, Marie Curie, Edith Piaf, Fidel Castro i Ernesto Guevara. A més, va cobrir importants esdeveniments com la mort de Mohandas Gandhi, la Guerra Civil espanyola o l'entrada triomfal de Mao Zedong a Pequín. Cartier-Bresson va ser el primer periodista occidental que va poder visitar l'URSS després de la mort de Stalin.

## Biografia
Va néixer a Chanteloup-en-Brie, als afores de París, el 22 d'agost de 1908. Era el més gran de cinc germans, fill d'un ric industrial del sector tèxtil i d'una nissaga normanda de comerciants del cotó per part de la seva mare. Va compartir la infantesa entre Normandia i un barri burgès de París prop de Le Pont d'Europe. En aquest context familiar no va tenir problemes econòmics per desenvolupar projectes fotogràfics de forma més còmode que molts dels seus contemporanis. En aquest període va aprofitar el seu temps lliure per practicar el dibuix.
De jove va tenir una Kodak Brownie, que utilitzava per fer fotos de les vacances; més tard va experimentar amb una càmera de format 3 × 4. Es va criar en un estil tradicional de la burgesia francesa, on la forma d'adreçar-se als seus pares era amb un formal vous en lloc del familiar tu. El pare va assumir que el seu fill continuaria l'empresa familiar, però el jove va ser de caràcter fort i amb una posició que va incomodar la família sobre aquest tema. Va assistir a l'École Fénelon, una escola catòlica que preparava estudiants per assistir al Lycée Condorcet. El seu caràcter independent li va suposar algun incident amb els responsables del col·legi per haver-lo enxampat llegint Rimbaud o  Mallarmé.

### Estudis de pintura
Després d'un fallit intent per aprendre música, el jove Cartier-Bresson va ser introduït a la pintura a l'oli pel seu oncle Louis, un pintor talentós. Les lliçons de pintura de l'oncle Louis es van acabar de cop quan aquest va morir a la Primera Guerra Mundial.
L'any 1927, amb vint anys, va entrar a una escola d'art privada i a l'acadèmia Lhote, l'estudi parisenc del pintor i escultor cubista André Lhote. L'ambició de Lhote era integrar l'aproximació cubista a la realitat amb formes artístiques clàssiques; va voler enllaçar la tradició clàssica francesa de Nicolas Poussin i Jacques-Louis David amb l'art modern. També va estudiar amb el retratista social Jacques Émile Blanche. Durant aquest període, llegeixi Dostoievski,  Schopenhauer,  Rimbaud,  Nietzsche,  Mallarmé, Freud, Proust, Joyce,  Hegel,  Engels i Marx. Lhote portava els seus alumnes al Louvre per estudiar els artistes clàssics i a les galeries parisenques per estudiar art contemporani. El seu interès per l'art modern es combinava amb una admiració per les obres del Renaixement, d'artistes com Van Eyck, Paolo Uccello, Masaccio i Piero della Francesca. Per a Cartier-Bresson Lhote va ser el seu mestre de «fotografia sense una càmera».

### Afer amb Caresse Crosby
El 1929, el comandant de l'esquadró aeri de Cartier-Bresson el va posar sota arrest domiciliari per caçar sense llicència. Va conèixer l'americà expatriat Harry Crosby a Le Bourget, qui va persuadir l'oficial per alliberar-lo sota la seva custòdia per uns quants dies. Amb ell compartia l'interès per la fotografia, i van dedicar llur temps junts en captar imatges i revelar-les a casa de Crosby,  Le Moulin du Soleil  (El Molí de Sol), a Ermenonville proper a París. Crosby més tard comentaria a Cartier-Bresson «Semblava un principiant, tímid i fràgil i lleu com un xerigot». Acceptant la sexualitat oberta oferta per Crosby amb la seva dona Caresse, el jove Cartier-Bresson va caure en una relació sexual intensa amb ella.

### Matrimoni
El 1937 es va casar amb Ratna Mohini, una ballarina originària de Java. Van viure en unes golfes a París al carrer Danielle Casanova 19, un estudi gran amb un dormitori petit, cuina i bany on Cartier-Bresson revelava les seves fotografies. Entre 1937 i 1939 va treballar com a fotògraf pel diari de la tarda dels Comunistes francesos, Ce Soir. Amb Chim i Robert Capa, era d'ideals d'esquerres, si bé mai es va unir el partit Comunista francès.
El 1967, es va divorciar de la seva primera esposa amb qui havia estat 30 anys, Ratna " Elie", i es va casar amb la fotògrafa de l'Agència Magnum, Martine Franck, trenta anys més jove que ell, el 1970, i l'any 1972 varen tenir una filla anomenada Mélanie.

## Activitat professional

### Experiments amb la fotografia
Tot i que gradualment va començar a alliberar-se de l'excessiva aproximació a l'art que imposava Lhote, va ser aquesta formació teòrica rigorosa que més tard li ajudaria a afrontar i resoldre problemes de composició i forma artística dins la fotografia. Els anys 1920, les escoles de realisme fotogràfic esclataven pertot arreu a Europa, però cadascú va tenir una visió diferent sobre la direcció que la fotografia havia d'agafar. La revolució de fotografia hi havia començat: «Aixafa la tradició! Les coses en fotografia, com són!» El moviment surrealista (fundat el 1924) va ser un catalitzador per aquest canvi de paradigma. Cartier-Bresson va començar la socialització amb el surrealistes a la Cafeteria Cyrano de la plaça Blanche. Va conèixer un bon nombre dels protagonistes davanters del moviment. Es va sentir particularment atret per la relació del subconscient i de l'immediat entre la visió surrealista i la seva activitat. L'historiador Peter Galassi explica:
| « | Els surrealistes es van acostar a la fotografia de la mateixa manera que Louis Aragon i André Breton… es van acostar al carrer: amb una gana voraç per l'usual i per l'inusual… Els surrealistes han reconegut de ple el fet fotogràfic com una qualitat essencial que havien exclòs de les teories prèvies de realisme fotogràfic. Van veure que les fotografies normals, especialment quan estan desarrelades de les seves funcions pràctiques, contenen una gran quantitat de significats no desitjats, impredictibles. | » |

Va madurar artísticament en aquest entorn cultural i polític tempestuós. Fou conscient dels conceptes i les teories esmentats, però no va trobar una forma d'expressar-ho imaginativament a les seves pintures. Va sentir-se molt frustrat amb els seus experiments i posteriorment va destruir la majoria de les obres primerenques.
De 1928 a 1929 va assistir a la Universitat de Cambridge, on va estudiar anglès, art i literatura, i va esdevenir bilingüe. El 1930, s'instal·là a Le Bourget, prop de París, va complir el seu servei militar obligatori a l'exèrcit francès. Va recordar, «Va ser un temps bastant dur, també, perquè portava Joyce sota el meu braç i un rifle Lebel model 1886 en la meva espatlla».

### Escapades a Àfrica
Dos anys després que Harry Crosby se suïcidés, el seu afer amb Caresse Crosby es va acabar el 1931, deixant-li el cor trencat. Durant el seu allistament havia llegit El cor de les tenebres de Conrad, i amb 22 anys va decidir fer escapada i aventurar-se a Costa d'Ivori a l'Àfrica colonial francesa on va realitzar les seves primeres fotografies. Respecte a abandonar la pintura, va escriure, "vaig deixar l'estudi de Lhote perquè no vaig voler entrar en aquell esperit sistemàtic. Volia ser jo mateix. Pintar i canviar el món era el que més comptava a la meva vida".}
Va sobreviure caçant i venent-lo als pobladors locals. Amb la caça, va aprendre mètodes que ell més tard utilitzaria a la fotografia. A Costa d'Ivori va contreure la febre d'aigües negres que gairebé el va matar. Mentre estava afectat per la febre, va enviar instruccions al seu avi pel seu propi funeral, demanant de ser enterrat a Normandia, a la vora del bosc Eawy bosc mentre sonés el Quartet de Corda de Debussy. Un oncle seu li va respondre, "El teu avi troba tot això massa car. Seria preferible que retornis abans". Tot i que Cartier-Bresson havia portat al viatge una càmera portàtil (més petita que una Kodak Brownie), només set fotografies van sobreviure als tròpics.

### Gir de la pintura a la fotografia

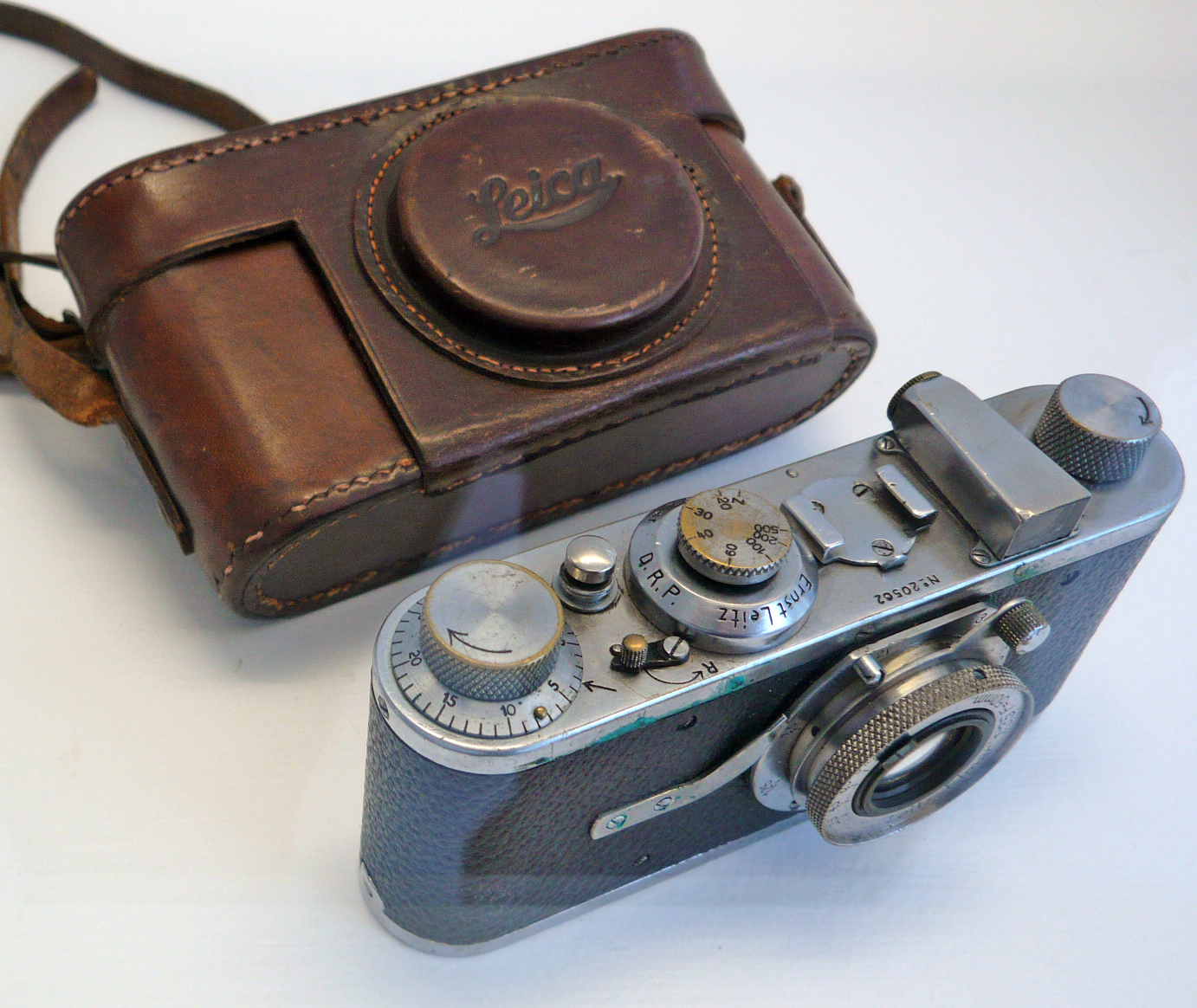
La primera Leica de Cartier-Bresson

De tornada a França es va recuperar a Marsella a final de 1931 i va aprofundir la seva relació amb els surrealistes. Es va inspirar en una fotografia de 1930 del fotoreporter hongarès Martin Munkacsi mostrant tres nois africans joves despullats, captats com una pseudo-silueta, corrent en les ones del llac Tanganyika, titulada Tres Nois al llac Tanganyika, capturava la llibertat, la gràcia i l'espontaneïtat del seu moviment i la seva alegria de ser vius. Cartier-Bresson va comentar:
| « | L'única cosa que va ser totalment sorprenent per mi i em va portar a la fotografia va ser l'obra de Munkacsi. Quan vaig veure la seva fotografia dels nois negres corrent en una onada, no podia creure que una cosa així pogués ser capturat amb la càmera. Vaig dir, maleïda sigui, vaig prendre la meva càmera i vaig anar al carrer" | » |

Aquella fotografia li va inspirar deixar la pintura i passar a la fotografia seriosament. Va explicar, "De sobte vaig entendre que la fotografia podia fixar l'eternitat en un instant". Va adquirir a Marsella una càmera Leica amb una lent de 50 mm que l'acompanyaria durant molts anys. Va descriure la Leica com una extensió del seu ull. L'anonimat que la petita càmera li va donar dins la multitud o durant un moment íntim va ser essencial per superar el comportament formal i antinatural dels qui eren conscients que els anava a fotografiar. Va realçar el seu anonimat pintant totes les parts lluentes de la càmera amb pintura negra. La Leica li va obrir noves possibilitats dins la fotografia: l'habilitat de capturar el món en el seu estat real de moviment i transformació. Comentava, «rondava pels carrers tot el dia, sentint-me molt nerviós i a punt per saltar, a punt per 'atrapar' la vida». Inquiet, va fotografiar a Berlín, Brussel·les, Varsòvia, Praga, Budapest i Madrid. Les seves fotografies es van exhibir per primer cop a la galeria Julien Levy Gallery a Nova York el 1932, i posteriorment a l'Ateneo de Madrid. El 1934 a Mèxic, va compartir una exposició amb Manuel Alvarez Bravo. Al començament, no va fotografiar gaire a la seva França natal, i van passar uns anys abans no ho fes extensament.
El 1934 va conèixer un intel·lectual polonès jove, un fotògraf anomenat David Szymin conegut com a «Chim» perquè el seu nom era difícil de pronunciar. Szymin va canviar posteriorment el seu nom per David Seymour. El dos tenien molt en comú, culturalment. A través de Chim, va conèixer un fotògraf hongarès anomenat Endré Friedmann, qui més tard canviaria el seu nom per Robert Capa. El tres varen compartir estudi la primavera de 1930 i Capa va aconsellar Cartier-Bresson, «No mantinguis l'etiqueta de fotògraf surrealista. Sigues un reporter gràfic. Si no, cauràs en el manierisme. Manté el surrealisme al teu petit cor, estimat. No et quedis quiet, mou-te!»

### Exposicions als Estats Units
El 1935 va viatjar als Estats Units amb una invitació per exhibir la seva obra a la Julien Levy Gallery de Nova York. Va compartir espai a la mostra amb els fotògrafs amics Walker Evans i Manuel Alvarez Bravo. Carmel Snow de Harper's Bazaar  li va oferir una oportunitat al món de la moda, però va tenir un pobre entrada, ja que no tenia idea de com dirigir o interaccionar amb els models. No obstant això, Snow va ser el primer editor americà a publicar les seves fotografies en una revista. Quan era a Nova York, va conèixer el fotògraf Paul Strand, qui estava fent de càmera en un documental de l'era de la Depressió anomentatThe Plow That Broke the Plains.

### Cinema
Quan va retornar a França, Cartier-Bresson va sol·licitar una feina amb el famós director de pel·lícula francès Jean Renoir. Va actuar amb Renoir a la pel·lícula de 1936 Partie de campagne i a la de 1939 La Règle du jeu, on actuava de majordom i també feia de segon ajudant. Renoir va fer que Cartier-Bresson actués perquè pogués entendre que se sentia a l'altra banda de la càmera. Cartier-Bresson també va ajudar Renoir a realitzar La vie est nous, el primer film de propaganda per al partit Comunista, amb una crítica sobre les dues-centes famílies, incloent-hi la seva pròpia, qui manaven a França. Durant la Guerra Civil espanyola, Cartier-Bresson va codirigir una pel·lícula antifeixista amb Herbert Kline, per promoure els serveis mèdics republicans.

### Inici del fotoperiodisme
Les primeres imatges publicades com a fotoperiodista són de 1937 quan va cobrir la coronació del rei Jordi VI del Regne Unit, treballant pel setmanari francès Regards. Es va focalitzar en les multituds que adoraven al monarca i que omplien els carrers de Londres, i no va fer cap fotografia del rei. Als crèdits de les fotografies hi figura «Cartier», perquè estava indecís en utilitzar el seu nom familiar complet.

### Servei dins la Segona Guerra Mundial
Quan la Segona Guerra Mundial va començar el setembre de 1939, es va unir a l'Exèrcit francès com a caporal en la unitat de Foto i Films. Durant la batalla de França, el juny de 1940 a Saint Dié als Vosges, va ser capturat per soldats alemanys i va estar 35 mesos als camps de presoners de guerra fent treballs forçats sota els nazis. En aquest temps va ser obligat a fer en «trenta-dues classes diferents de treball manual dur.» va treballar «tan a poc a poc i tan mal tan possible». Per dues vegades va provar, infructuosament, fugir del camp de presoners, i va ser castigat a confinament en solitari. La seva tercera escapada va ser exitosa i es va amagar en una granja a Turena abans d'obtenir papers falsos que li van permetre viatjar dins França. Començà a col·laborar amb una organització de resistència subterrània que ajudava a escapar presoners de guerra i treballava secretament amb altres fotògrafs per cobrir l'ocupació i, posteriorment, l'alliberament de França. El 1943, va recuperar la seva estimada càmera Leica, que havia enterrat en una granja propera als Vosges. Al final de la guerra va ser reclamat per l'Oficina Americana d'Informació de Guerra per fer un documental, Le Retour (El Retorn) sobre el retorn dels presoners i persones desplaçades franceses.
Cap al final de la guerra, arriben als Estats Units rumors que Cartier-Bresson havia mort. La seva pel·lícula sobre el retorn dels refugiats de guerra (estrenada als Estats Units el 1947) va esperonar a fer una exposició retrospectiva de la seva obra al Museu d'Art Modern de Nova York (MoMA) en comptes de l'exposició pòstuma que el MoMA hi havia estat preparant. L'espectacle es va estrenar el 1947 juntament amb la publicació del seu primer llibre, Les Fotografies d'Henri Cartier-Bresson, on els textos van ser elaborats per Lincoln Kirstein i Beaumont Newhall.

### Creació de l'Agència Magnum
A la primavera de 1947, Cartier-Bresson amb Robert Capa, David Seymour, William Vandivert i George Rodger van fundar l'Agència Magnum. Nascuda com una idea de Capa, Magnum era una agència de fotografia cooperativa propietat dels seus membres. Es van distribuir els encàrrecs per zones entre els membres. Rodger, qui havia deixat la revista Life de Londres després de cobrir la Segona Guerra Mundial, cobriria Àfrica i l'Orient Mitjà. Chim, que parlava diverses llengües europees, treballaria al continent. Cartier-Bresson va ser assignat a l'Índia i Xina. Vandivert, que també havia deixat Life, treballaria a Amèrica, i Capa treballava com a comodí cobrint qualsevol lloc que tingués un encàrrec. Maria Eisner va dirigir l'oficina de París i Rita Vandivert, l'esposa de Vandivert, va dirigir l'oficina de Nova York i va esdevenir la primera presidenta de Magnum.
Des de l'agència, Cartier-Bresson va aconseguir reconeixement internacional per la seva cobertura del funeral de Mohandas Gandhi a l'Índia el 1948 i la darrera etapa de la Guerra Civil Xinesa el 1949. Va cobrir els darrers sis mesos del govern de Guomindang i els primers sis mesos de la Maoista República Popular de la Xina. També va fotografiar el darrer eunuc imperial supervivent de Pequín, mentre la ciutat queia en mans dels comunistes. A Xangai, sovint treballava amb l'empresa de fotoreportatges Sam Tata, amb qui Cartier-Bresson havia fet amistat amb anterioritat a Bombai. De la Xina va anar a les Índies Orientals Neerlandeses (actualment Indonèsia), on va documentar l'adveniment de la independència dels Països Baixos.
La missió Magnum era «sentir el pols» dels temps i alguns dels seus primers projectes foren Les persones viuen arreu, Joventut del Món, Dones del Món i La Generació dels Nens. Magnum impulsava l'ús de la fotografia al servei de la humanitat, i va proporcionar imatges àmpliament vistes i conegudes.

### El Moment Decisiu
El 1952, Cartier- Bresson va publicar el llibre Imatges à la sauvette, conegut com El Moment Decisiu, tal com es va traduir a l'anglès. Va incloure una carpeta de 126 de fotos de l'est a l'oest. La coberta del llibre va ser dibuixada per Matisse. Per al prefaci filosòfic de 4.500 paraules, va agafar les paraules claus del text del Cardenal de Retz del segle xvii: «Il n'y un rien dans ce monde qui n'ait un moment decisif» (No hi ha res en aquest món que no tingui un moment decisiu).
Cartier-Bresson va aplicar aquest principi al seu estil fotogràfic. Creia que: «Photographier: c'est dans un même instant et en une fracció de seconde reconnaître un fait et l'organització rigoureuse de formes perçues visuellement qui expriment et signifient ce fait» (Per mi, la fotografia és el reconeixement simultani, en una fracció de segon, d'un fet i la rigorosa organització de formes percebudes visualment que expressen i signifiquen aquest fet).
«La fotografia no és com la pintura» va manifestar al The Washington Post el 1957. «Hi ha una fracció creativa d'un segon quan estàs fent una fotografia. El vostre ull ha de veure una composició o una expressió que la pròpia vida t'ofereix, i has de saber amb intuïció quan a clic a la càmera. Aquell és el moment que el fotògraf és creatiu,» va dir. «Oop! El Moment! Un cop el perds, se n'ha anat per sempre.»
Cartier-Bresson va fer una primera exposició a França al Pavelló de Marsan al Louvre el 1955.

### Darrers anys
Les seves fotografies són de molts llocs, incloent Xina, Mèxic, Canadà, els Estats Units, India, Japó i la Unió soviètica. Va ser el primer fotògraf Occidental què va fotografiar lliurement a la Unió soviètica de postguerra.
El 1962, per encàrrec de la revista Vogue va anar a Sardenya durant aproximadament vint dies. Allà va visitar Nuoro, Oliena, Orgosolo Mamoiada Desulo, Orosei, Cala Gonone, Orani (allotjat a casa del seu amic Costantino Nivola), Sant Lleonard de les Set Fonts, i Cagliari.
Cartier-Bresson es va retirar com a director de Magnum (que encara distribuïa les seves fotografies) el 1966 per concentrar-se en els retrats i paisatges.
L'any 1968, després del divorci de la seva primera dona, va començar a allunyar-se de la fotografia i va recuperar la passió per al dibuix i la pintura. Admetia que potser hi havia dit tot el que podia a través de la fotografia.
Es va retirar de fotografiara començament de la dècada dels 1970, i ja no va fer més fotografies que algun retrat privat ocasional; comentava que tenia la càmera en un lloc segur de casa i rarament la treia. Va retornar al dibuix i pintura. Després de tota una vida desenvolupant la seva visió artística a través de fotografia, va dir, «Tot el que m'importa ara és la pintura; la fotografia mai ha estat més que una forma de pintura, una mena de dibuix instantani». Va realitzar la seva primera exposició de dibuixos a la galeria Carlton de Nova York el 1975.

## Mort i llegat
Cartier-Bresson va morir a Montjustin (Alps de l'Alta Provença, França) el 3 d'agost de 2004, amb 95 anys i va ser enterrat al cementiri local.
Havia dedicat més de tres dècades a treballs per Life i altres revistes. Va viatjar sense límits, documentant alguns dels gran esdeveniments del segle xx — la guerra civil espanyola, l'alliberament de París el 1944, la revolta estudiantil de 1968 a París, la caiguda del Kuomintang en mans dels comunistes xinesos, l'assassinat de Mahatma Gandhi, el Mur de Berlín, i els deserts d'Egipte. I pel camí va parar per captar retrats de Camus, Picasso, Colette, Matisse, Ezra Pound i Giacometti. Però molts la majoria de les seves fotografies famoses, com Darrere de la Gare St. Lazare, contenen aspectes de la vida diària normal, aparentment els moments sense importància capturats abans de desaparèixer.
Li preocupava molt la seva intimitat i odiava ser fotografiat. Pensava que el que passava al seu entorn íntim només era cosa seva. Va recordar que un cop havia confiat els seus secrets més íntims a un taxista de París, a qui segur que mai més trobaria altre cop. De fet, són escasses les fotografies que existeixen. Quan li van lliurar un grau honorari de la Universitat d'Oxford l'any 1975, va sostenir el títol davant la seva cara per evitar esser fotografiat.
En una entrevista de Charlie Rose de 2000, Cartier- Bresson va explicar que no odiava ser fotografiat, sinó que se sentia avergonyit per la idea de ser fotografiat per ser famós.«Henri Cartier-Bresson Interviewed by Charlie Rose». Henri Cartier-Bresson Interviewed by Charlie Rose, 06-07-2000.
El 2003, va crear la Fundació Henri Cartier-Bresson junt amb la seva esposa, Martine Frank i filla per conservar i compartir el seu llegat. El 2003, Heinz Bütler va dirigir el llargmetratge Henri Cartier-Bresson - Biographie eines Blicks, documental biogràfic interpretat pel mateix Cartier-Bresson a més d'Isabelle Huppert, entre d'altres.

## Tècnica
Com a equip va utilitzar gairebé de forma exclusiva la Leica de 35 mm equipada amb telèmetre i un objectiu normal de 50 mm o ocasionalment un angular per paisatges. Sovint embolicava cinta negra al voltant de la càmera per fer menys visibles les parts cromades. Amb pel·lícules en blanc i negre sensibles i bones lents, era capaç de fotografiar gairebé d'amagat per capturar els esdeveniments. Sense les limitacions que imposa una enorme càmera de premsa de 4×5 o una càmera rèflex d'objectius bessons, les càmeres de format miniatura van aportar a Cartier-Bresson el que ell va definir com «la mà de vellut [i] l'ull de tauró».
Mai fotografiava amb flaix, una pràctica que va veure com a «inadequada… com anar a un concert amb una pistola a la mà».
Va creure que la composició de les fotografies es feia en el visor, no a la cambra fosca. Manifestava aquest convenciment positivant totes les seves fotografies només a pantalla completa i sense retallar ni manipulacions de laboratori. De fet, va emfasitzar que les seves còpies no eren pas reenquadrades afegint el primer mil·límetre de la part no exposada del negatiu al voltant de l'àrea d'imatge.
Va treballar exclusivament en blanc i negre, si bé va fer uns quants intents infructuosos en color. No li agradava positivar les seves còpies i va mostrar una manca considerable d'interessar en el procés tècnic fotogràfic en general, assimilant la fotografia amb la càmera petita a un «dibuix instantani». Els aspectes tècnics de la fotografia només eren vàlids per ell si li permetien expressar allò què ell veia:
| « | Constants nous descobriments en química i òptica estan ampliant considerablement el nostre camp d'acció. Depèn de nosaltres aplicar-los a la nostra tècnica, per millorar nosaltres mateixos, però hi ha tot un grup de fetitxes que s'han desenvolupat sobre el tema de la tècnica. La tècnica és important només en la mesura que cal dominar-la per tal de comunicar el que veus… La càmera per a nosaltres és una eina, no un bonic aparell mecànic. En el funcionament precís de l'objecte mecànic potser hi ha una compensació inconscient per les ansietats i incerteses de l'activitat diària. En qualsevol cas, la gent pensa massa sobre les tècniques i no prou sobre el que veu. | » |

Va començar una tradició de provar les noves lents fent fotografies d'ànecs en parcs urbans. Mai va publicar aquestes imatges però es referia a aquest fet com la «meva superstició», ja que ho considerava com el baptisme de la lent.
Cartier-Bresson és considerat com una de les personalitats més modestes del món de l'art. No li agradava la publicitat i va exhibir una ferotge timidesa des que es va haver d'amagar dels nazis durant Segona Guerra Mundial. Tot i que va fer molts retrats a famosos, la seva pròpia imatge era poc coneguda públicament (fet que va representar un avantatge en permetre-li treballar tranquil·lament al carrer). Va rebutjar altres aplicacions del terme art a les seves fotografies, ja que pensava que eren merament les seves reaccions viscerals a moments del temps que ja havien passat.
| « | En fotografia, la cosa més petita pot ser un gran subjecte. El detall humà més insignificant pot esdevenir el motiu conductor. | » |

## Obra

### Retrats de famosos
- Avigdor Arikha
- Balthus
- Simone de Beauvoir
- Samuel Beckett
- Leonard Bernstein
- André Breton
- Alexander Calder
- Albert Camus
- Truman Capote
- Coco Chanel
- Colette
- Marcel Duchamp
- Paul Éluard
- William Faulkner
- Martine Franck
- Mahatma Gandhi
- Jean Genet
- Alberto Giacometti
- Julie Harris
- Langston Hughes
- Isabelle Huppert
- John Huston
- Jean-Marie Gustave Le Clézio
- Martin Luther King
- Henri Matisse
- François Mauriac
- Carson McCullers
- Arthur Miller
- Marilyn Monroe
- Pablo Neruda
- Richard Nixon
- Robert Oppenheimer
- Pablo Picasso
- Katherine Anne Porter
- Ezra Pound
- Jean Renoir
- Jean-Paul Sartre
- Alfred Stieglitz
- Igor Stravinsky
- Kenzo Tange
- Elsa Triolet
- Harry S. Truman
- Malcolm X

### Pel·lícules
Henri Cartier-Bresson va ser segon assistent de direcció de Jean Renoir el 1936 en La vie est à nous and Une partie de campagne, i el 1939 en La Règle du Jeu.
- 1937: Victoire de la vie. Documental sobre els hospitals republicans espanyols: Durada: 49 minuts. Blanc i negre.
- 1938: L'Espagne Vivra. Documental sobre la Guerra Civil espanyola i el període de post-guerra. Durada: 43 minuts i 32 segons. Blanc i negre.
- 1944–45: Le Retour. Documental sobre els presoners de la guerra i els detinguts. Durada: 32 minuts i 37 segons. Blanc i negre.
- 1969–70: Impressions of California. Durada: 23 minuts i 20 segons. Color.
- 1969–70: Southern Exposures. Durada: 22 minuts i 25 segons. Color.

### Col·leccions Públiques amb obra d'Henri Cartier-Bresson
- Bibliothèque Nationale de France, Paris
- De Menil Collection, Houston, Texas
- University of Fine Arts, Osaka
- Victoria and Albert Museum, Londres
- Maison Européenne de la Photographie, París
- Museu Carnavalet, París
- Museu d'Art Modern de Nova York
- The Art Institute of Chicago, Illinois
- Museu J. Paul Getty, Los Angeles, California
- Institute for Contemporary Photography, Nova York
- Museu d'Art de Filadèlfia
- Museu de Belles Arts de Houston
- Kahitsukan Kyoto Museum of Contemporary Art, Kyoto
- Museum of Modern Art, Tel-Aviv, Israel

## Premis
Cartier-Bresson va rebre molts premis i doctorats honoraris. Un llistat parcial dels seus premis:
- 1948: Premi Overseas Press Club of America
- 1953: Premi The A.S.M.P. Award
- 1954: Premi Overseas Press Club of America
- 1959: El Prix de la Société française de photographie
- 1960: Premi Overseas Press Club of America
- 1964: Premi Overseas Press Club of America
- 1974: El Culture Prize, Deutsche Gesellschaft für Photographie
- 1981: El Grand Prix National de la Photographie
- 1982: Premi Hasselblad
- 2006: Premi Nadar pel llibre Henri Cartier-Bresson: Scrapbook